# Alphabetische Liste der Asteroiden/N
| Alphabetische Liste der Asteroiden – N |                  |
| Nummer und Name                        | Gruppe / Typ     |
| (1758) Naantali                        | Hauptgürtel      |
| (4552) Nabelek                         | Hauptgürtel      |
| (7232) Nabokov                         | Hauptgürtel      |
| (11370) Nabrown                        | Hauptgürtel      |
| (20288) Nachbaur                       | Hauptgürtel      |
| (34611) Nacogdoches                    | Hauptgürtel      |
| (4106) Nada                            | Hauptgürtel      |
| (2394) Nadeev                          | Hauptgürtel      |
| (65784) Naderayama                     | Marsbahnkreuzer  |
| (5515) Naderi                          | Hauptgürtel      |
| (2071) Nadezhda                        | Hauptgürtel      |
| (5089) Nádherná                        | Hauptgürtel      |
| (12762) Nadiavittor                    | Hauptgürtel      |
| (32616) Nadinehan                      | Hauptgürtel      |
| (1906) Naef                            | Hauptgürtel      |
| (21571) Naegeli                        | Hauptgürtel      |
| (845) Naëma                            | Hauptgürtel      |
| (2935) Naerum                          | Hauptgürtel      |
| (20337) Naeve                          | Hauptgürtel      |
| (19433) Naftz                          | Hauptgürtel      |
| (6655) Nagahama                        | Hauptgürtel      |
| (33553) Nagai                          | Hauptgürtel      |
| (13787) Nagaishi                       | Hauptgürtel      |
| (15763) Nagakubo                       | Hauptgürtel      |
| (16587) Nagamori                       | Hauptgürtel      |
| (23638) Nagano                         | Hauptgürtel      |
| (15350) Naganuma                       | Hauptgürtel      |
| (16555) Nagaomasami                    | Hauptgürtel      |
| (5790) Nagasaki                        | Hauptgürtel      |
| (14850) Nagashimacho                   | Hauptgürtel      |
| (18467) Nagatatsu                      | Hauptgürtel      |
| (11086) Nagatayuji                     | Hauptgürtel      |
| (8932) Nagatomo                        | Hauptgürtel      |
| (14061) Nagincox                       | Hauptgürtel      |
| (10715) Nagler                         | Hauptgürtel      |
| (5909) Nagoya                          | Hauptgürtel      |
| (115059) Nagykároly                    | Hauptgürtel      |
| (256697) Nahapetov                     | Hauptgürtel      |
| (28183) Naidu                          | Hauptgürtel      |
| (33118) Naiknaware                     | Hauptgürtel      |
| (4245) Nairc                           | Hauptgürtel      |
| (4493) Naitomitsu                      | Hauptgürtel      |
| (14105) Nakadai                        | Hauptgürtel      |
| (22719) Nakadori                       | Hauptgürtel      |
| (190057) Nakagawa                      | Hauptgürtel      |
| (9228) Nakahiroshi                     | Hauptgürtel      |
| (10894) Nakai                          | Hauptgürtel      |
| (237276) Nakama                        | Hauptgürtel      |
| (27930) Nakamatsu                      | Hauptgürtel      |
| (4219) Nakamura                        | Hauptgürtel      |
| (14028) Nakamurahiroshi                | Hauptgürtel      |
| (13605) Nakamuraminoru                 | Hauptgürtel      |
| (19314) Nakamuratetsu                  | Hauptgürtel      |
| (21036) Nakamurayoshi                  | Hauptgürtel      |
| (8702) Nakanishi                       | Hauptgürtel      |
| (3431) Nakano                          | Hauptgürtel      |
| (73827) Nakanohoshinokai               | Hauptgürtel      |
| (10546) Nakanomakoto                   | Hauptgürtel      |
| (10161) Nakanoshima                    | Hauptgürtel      |
| (8703) Nakanotadao                     | Hauptgürtel      |
| (21234) Nakashima                      | Hauptgürtel      |
| (5667) Nakhimovskaya                   | Hauptgürtel      |
| (8065) Nakhodkin                       | Hauptgürtel      |
| (31271) Nallino                        | Hauptgürtel      |
| (7664) Namahage                        | Hauptgürtel      |
| (1327) Namaqua                         | Hauptgürtel      |
| (22863) Namarkarian                    | Hauptgürtel      |
| (13298) Namatjira                      | Hauptgürtel      |
| (3320) Namba                           | Hauptgürtel      |
| (147971) Nametoko                      | Hauptgürtel      |
| (1718) Namibia                         | Hauptgürtel      |
| (7304) Namiki                          | Marsbahnkreuzer  |
| (61386) Namikoshi                      | Hauptgürtel      |
| (25899) Namratanand                    | Hauptgürtel      |
| (248388) Namtso                        | Hauptgürtel      |
| (3374) Namur                           | Hauptgürtel      |
| (6321) Namuratakao                     | Hauptgürtel      |
| (26733) Nanavisitor                    | Hauptgürtel      |
| (26441) Nanayakkara                    | Hauptgürtel      |
| (4222) Nancita                         | Hauptgürtel      |
| (2056) Nancy                           | Hauptgürtel      |
| (20311) Nancycarter                    | Hauptgürtel      |
| (6899) Nancychabot                     | Hauptgürtel      |
| (6911) Nancygreen                      | Hauptgürtel      |
| (9378) Nancy-Lorraine                  | Hauptgürtel      |
| (4745) Nancymarie                      | Hauptgürtel      |
| (55221) Nancynoblitt                   | Hauptgürtel      |
| (19809) Nancyowen                      | Hauptgürtel      |
| (5052) Nancyruth                       | Hauptgürtel      |
| (13739) Nancyworden                    | Hauptgürtel      |
| (27915) Nancywright                    | Hauptgürtel      |
| (187707) Nandaxianlin                  | Hauptgürtel      |
| (31576) Nandigala                      | Hauptgürtel      |
| (23228) Nandinisarma                   | Hauptgürtel      |
| (5852) Nanette                         | Hauptgürtel      |
| (3607) Naniwa                          | Hauptgürtel      |
| (3901) Nanjingdaxue                    | Hauptgürtel      |
| (5288) Nankichi                        | Hauptgürtel      |
| (2078) Nanking                         | Marsbahnkreuzer  |
| (4243) Nankivell                       | Hauptgürtel      |
| (1203) Nanna                           | Hauptgürtel      |
| (6852) Nannibignami                    | Hauptgürtel      |
| (295299) Nannidiana                    | Hauptgürtel      |
| (559) Nanon                            | Hauptgürtel      |
| (79694) Nanrendong                     | Hauptgürtel      |
| (853) Nansenia                         | Hauptgürtel      |
| (13765) Nansmith                       | Hauptgürtel      |
| (44263) Nansouty                       | Hauptgürtel      |
| (8210) NANTEN                          | Hauptgürtel      |
| (3051) Nantong                         | Hauptgürtel      |
| (160493) Nantou                        | Hauptgürtel      |
| (7041) Nantucket                       | Hauptgürtel      |
| (24063) Nanwoodward                    | Hauptgürtel      |
| (9092) Nanyang                         | Hauptgürtel      |
| (43998) Nanyoshino                     | Hauptgürtel      |
| (20107) Nanyotenmondai                 | Hauptgürtel      |
| (8220) Nanyou                          | Hauptgürtel      |
| (13221) Nao                            | Hauptgürtel      |
| (100483) NAOJ                          | Hauptgürtel      |
| (14925) Naoko                          | Hauptgürtel      |
| (6139) Naomi                           | Hauptgürtel      |
| (8463) Naomimurdoch                    | Hauptgürtel      |
| (68109) Naomipasachoff                 | Hauptgürtel      |
| (26457) Naomishah                      | Hauptgürtel      |
| (8212) Naoshigetani                    | Hauptgürtel      |
| (6025) Naotosato                       | Hauptgürtel      |
| (11615) Naoya                          | Hauptgürtel      |
| (7379) Naoyaimae                       | Hauptgürtel      |
| (43859) Naoyayano                      | Hauptgürtel      |
| (5238) Naozane                         | Hauptgürtel      |
| (31700) Naperez                        | Hauptgürtel      |
| (7096) Napier                          | Marsbahnkreuzer  |
| (1876) Napolitania                     | Hauptgürtel      |
| (171588) Náprstek                      | Hauptgürtel      |
| (7253) Nara                            | Hauptgürtel      |
| (15716) Narahara                       | Hauptgürtel      |
| (11907) Näränen                        | Hauptgürtel      |
| (3448) Narbut                          | Hauptgürtel      |
| (37117) Narcissus                      | Zentaur          |
| (26268) Nardi                          | Hauptgürtel      |
| (15476) Narendra                       | Hauptgürtel      |
| (13957) NARIT                          | Hauptgürtel      |
| (19165) Nariyuki                       | Hauptgürtel      |
| (6167) Narmanskij                      | Hauptgürtel      |
| (227326) Narodychi                     | Hauptgürtel      |
| (5896) Narrenschiff                    | Hauptgürtel      |
| (23289) Naruhirata                     | Hauptgürtel      |
| (8189) Naruke                          | Hauptgürtel      |
| (9107) Narukospa                       | Hauptgürtel      |
| (94356) Naruto                         | Hauptgürtel      |
| (11365) NASA                           | Hauptgürtel      |
| (3619) Nash                            | Hauptgürtel      |
| (1534) Näsi                            | Hauptgürtel      |
| (5680) Nasmyth                         | Hauptgürtel      |
| (9240) Nassau                          | Hauptgürtel      |
| (534) Nassovia                         | Hauptgürtel      |
| (11323) Nasu                           | Hauptgürtel      |
| (1086) Nata                            | Hauptgürtel      |
| (22937) Nataliavella                   | Hauptgürtel      |
| (448) Natalie                          | Hauptgürtel      |
| (33555) Nataliebush                    | Hauptgürtel      |
| (33345) Nataliedessay                  | Hauptgürtel      |
| (33248) Nataliehowell                  | Hauptgürtel      |
| (198700) Nataliegrunewald              | Hauptgürtel      |
| (11710) Nataliehale                    | Hauptgürtel      |
| (30067) Natalieng                      | Hauptgürtel      |
| (1121) Natascha                        | Hauptgürtel      |
| (236811) Natascharenate                | Hauptgürtel      |
| (31643) Natashachugh                   | Hauptgürtel      |
| (13234) Natashaowen                    | Hauptgürtel      |
| (24934) Natecovert                     | Hauptgürtel      |
| (330934) Natevanwey                    | Hauptgürtel      |
| (32594) Nathandeng                     | Hauptgürtel      |
| (27421) Nathanhan                      | Hauptgürtel      |
| (25258) Nathaniel                      | Hauptgürtel      |
| (33394) Nathaniellee                   | Hauptgürtel      |
| (134019) Nathanmogk                    | Hauptgürtel      |
| (24492) Nathanmonroe                   | Hauptgürtel      |
| (28740) Nathansperry                   | Hauptgürtel      |
| (10210) Nathues                        | Hauptgürtel      |
| (28452) Natkondamuri                   | Hauptgürtel      |
| (5520) Natori                          | Hauptgürtel      |
| (26276) Natrees                        | Hauptgürtel      |
| (58152) Natsöderblom                   | Hauptgürtel      |
| (71001) Natspasoc                      | Hauptgürtel      |
| (29347) Natta                          | Hauptgürtel      |
| (31938) Nattapong                      | Hauptgürtel      |
| (11788) Nauchnyj                       | Hauptgürtel      |
| (3020) Naudts                          | Hauptgürtel      |
| (811) Nauheima                         | Hauptgürtel      |
| (9712) Nauplius                        | Jupiter-Trojaner |
| (570814) Nauru                         | Hauptgürtel      |
| (192) Nausikaa                         | Hauptgürtel      |
| (9769) Nautilus                        | Hauptgürtel      |
| (3688) Navajo                          | Hauptgürtel      |
| (4472) Navashin                        | Hauptgürtel      |
| (25763) Naveenmurali                   | Hauptgürtel      |
| (218998) Navi                          | Hauptgürtel      |
| (23315) Navinbrian                     | Hauptgürtel      |
| (26707) Navrazhnykh                    | Hauptgürtel      |
| (31690) Nayamenezes                    | Hauptgürtel      |
| (23217) Nayana                         | Hauptgürtel      |
| (30242) Naymark                        | Hauptgürtel      |
| (16463) Nayoro                         | Hauptgürtel      |
| (1634) Ndola                           | Hauptgürtel      |
| (10061) Ndolaprata                     | Hauptgürtel      |
| (5356) Neagari                         | Hauptgürtel      |
| (68218) Nealgalt                       | Hauptgürtel      |
| (26942) Nealkuhn                       | Hauptgürtel      |
| (903) Nealley                          | Hauptgürtel      |
| (21421) Nealwadhwa                     | Hauptgürtel      |
| (85299) Neander                        | Hauptgürtel      |
| (64070) NEAT                           | Hauptgürtel      |
| (69264) Nebra                          | Hauptgürtel      |
| (10195) Nebraska                       | Hauptgürtel      |
| (2936) Nechvíle                        | Hauptgürtel      |
| (1223) Neckar                          | Hauptgürtel      |
| (3592) Nedbal                          | Hauptgürtel      |
| (7985) Nedelcu                         | Hauptgürtel      |
| (3343) Nedzel                          | Marsbahnkreuzer  |
| (2790) Needham                         | Hauptgürtel      |
| (224831) Neeffisis                     | Hauptgürtel      |
| (28161) Neelpatel                      | Hauptgürtel      |
| (13860) Neely                          | Hauptgürtel      |
| (9211) Neese                           | Hauptgürtel      |
| (7108) Nefedov                         | Hauptgürtel      |
| (3199) Nefertiti                       | Amor-Typ         |
| (9087) Neff                            | Hauptgürtel      |
| (31402) Negishi                        | Hauptgürtel      |
| (8802) Negley                          | Hauptgürtel      |
| (5857) Neglinka                        | Hauptgürtel      |
| (14154) Negrelli                       | Hauptgürtel      |
| (21577) Negron                         | Hauptgürtel      |
| (2462) Nehalennia                      | Hauptgürtel      |
| (31378) Neidinger                      | Hauptgürtel      |
| (7102) Neilbone                        | Hauptgürtel      |
| (33454) Neilclaffey                    | Hauptgürtel      |
| (30024) Neildavey                      | Hauptgürtel      |
| (16000) Neilgehrels                    | Hauptgürtel      |
| (23673) Neilmehta                      | Hauptgürtel      |
| (34319) Neilmilburn                    | Hauptgürtel      |
| (314650) Neilnorman                    | Hauptgürtel      |
| (28222) Neilpathak                     | Hauptgürtel      |
| (23469) Neilpeart                      | Hauptgürtel      |
| (366487) Neilyoung                     | Hauptgürtel      |
| (2355) Nei Monggol                     | Hauptgürtel      |
| (142014) Neirinck                      | Hauptgürtel      |
| (16972) Neish                          | Hauptgürtel      |
| (1122) Neith                           | Hauptgürtel      |
| (2907) Nekrasov                        | Hauptgürtel      |
| (25970) Nelakanti                      | Hauptgürtel      |
| (1547) Nele                            | Hauptgürtel      |
| (136557) Neleus                        | Jupiter-Trojaner |
| (18396) Nellysachs                     | Hauptgürtel      |
| (3538) Nelsonia                        | Hauptgürtel      |
| (33468) Nelsoneric                     | Hauptgürtel      |
| (30141) Nelvenzon                      | Hauptgürtel      |
| (51) Nemausa                           | Hauptgürtel      |
| (55543) Nemeghaire                     | Hauptgürtel      |
| (128) Nemesis                          | Hauptgürtel      |
| (241090) Nemet                         | Hauptgürtel      |
| (4228) Nemiro                          | Hauptgürtel      |
| (4861) Nemirovskij                     | Hauptgürtel      |
| (1640) Nemo                            | Marsbahnkreuzer  |
| (20936) Nemrut Dagi                    | Hauptgürtel      |
| (24778) Nemsu                          | Hauptgürtel      |
| (151430) Nemunas                       | Hauptgürtel      |
| (95020) Nencini                        | Hauptgürtel      |
| (289) Nenetta                          | Hauptgürtel      |
| (142106) Nengshun                      | Hauptgürtel      |
| (261110) Neoma                         | Hauptgürtel      |
| (2260) Neoptolemus                     | Jupiter-Trojaner |
| (431) Nephele                          | Hauptgürtel      |
| (287) Nephthys                         | Hauptgürtel      |
| (17652) Nepoti                         | Hauptgürtel      |
| (2869) Nepryadva                       | Hauptgürtel      |
| (4660) Nereus                          | Apollo-Typ       |
| (1318) Nerina                          | Hauptgürtel      |
| (237845) Neris                         | Hauptgürtel      |
| (396931) Nerliluca                     | Hauptgürtel      |
| (24748) Nernst                         | Hauptgürtel      |
| (90936) Neronet                        | Hauptgürtel      |
| (601) Nerthus                          | Hauptgürtel      |
| (1875) Neruda                          | Hauptgürtel      |
| (545561) Nesbø                         | Hauptgürtel      |
| (24535) Neslusan                       | Hauptgürtel      |
| (12405) Nespoli                        | Hauptgürtel      |
| (7066) Nessus                          | Zentaur          |
| (3071) Nesterov                        | Hauptgürtel      |
| (659) Nestor                           | Jupiter-Trojaner |
| (7999) Nesvorný                        | Hauptgürtel      |
| (410835) Neszmerak                     | Hauptgürtel      |
| (137166) Netabahcall                   | Hauptgürtel      |
| (8750) Nettarufina                     | Hauptgürtel      |
| (20289) Nettimi                        | Hauptgürtel      |
| (3175) Netto                           | Hauptgürtel      |
| (8634) Neubauer                        | Hauptgürtel      |
| (2183) Neufang                         | Hauptgürtel      |
| (3484) Neugebauer                      | Hauptgürtel      |
| (165192) Neugent                       | Hauptgürtel      |
| (13980) Neuhauser                      | Hauptgürtel      |
| (1129) Neujmina                        | Hauptgürtel      |
| (6150) Neukum                          | Hauptgürtel      |
| (6351) Neumann                         | Hauptgürtel      |
| (9351) Neumayer                        | Hauptgürtel      |
| (342000) Neumünster                    | Hauptgürtel      |
| (4216) Neunkirchen                     | Hauptgürtel      |
| (2898) Neuvo                           | Hauptgürtel      |
| (17928) Neuwirth                       | Hauptgürtel      |
| (1603) Neva                            | Hauptgürtel      |
| (22195) Nevadodelruiz                  | Hauptgürtel      |
| (1679) Nevanlinna                      | Hauptgürtel      |
| (237277) Nevaruth                      | Hauptgürtel      |
| (5405) Neverland                       | Hauptgürtel      |
| (18497) Nevězice                       | Hauptgürtel      |
| (5612) Nevskij                         | Hauptgürtel      |
| (163640) Newberg                       | Hauptgürtel      |
| (26513) Newberry                       | Hauptgürtel      |
| (2955) Newburn                         | Hauptgürtel      |
| (855) Newcombia                        | Hauptgürtel      |
| (2086) Newell                          | Hauptgürtel      |
| (28682) Newhams                        | Hauptgürtel      |
| (8161) Newman                          | Hauptgürtel      |
| (200033) Newtaipei                     | Hauptgürtel      |
| (662) Newtonia                         | Hauptgürtel      |
| (386622) New Zealand                   | Hauptgürtel      |
| (3845) Neyachenko                      | Hauptgürtel      |
| (2390) Nežárka                         | Hauptgürtel      |
| (4361) Nezhdanova                      | Hauptgürtel      |
| (8143) Nezval                          | Hauptgürtel      |
| (432101) Ngari                         | Hauptgürtel      |
| (28416) Ngqin                          | Hauptgürtel      |
| (24052) Nguyen                         | Hauptgürtel      |
| (21572) Nguyen-McCarty                 | Hauptgürtel      |
| (20887) Ngwaikin                       | Hauptgürtel      |
| (8895) Nha                             | Hauptgürtel      |
| (18994) Nhannguyen                     | Hauptgürtel      |
| (12382) Niagara Falls                  | Hauptgürtel      |
| (28837) Nibalachandar                  | Hauptgürtel      |
| (5135) Nibutani                        | Hauptgürtel      |
| (66583) Nicandra                       | Hauptgürtel      |
| (11908) Nicaragua                      | Hauptgürtel      |
| (6952) Niccolò                         | Hauptgürtel      |
| (163641) Nichol                        | Hauptgürtel      |
| (28442) Nicholashuey                   | Hauptgürtel      |
| (133889) Nicholasmills                 | Hauptgürtel      |
| (33440) Nichlasprato                   | Hauptgürtel      |
| (19425) Nicholasrapp                   | Hauptgürtel      |
| (68410) Nichols                        | Hauptgürtel      |
| (1831) Nicholson                       | Hauptgürtel      |
| (164791) Nicinski                      | Hauptgürtel      |
| (21638) Nicjachowski                   | Hauptgürtel      |
| (16193) Nickaiser                      | Hauptgürtel      |
| (22639) Nickanthony                    | Hauptgürtel      |
| (30197) Nickbadyrka                    | Hauptgürtel      |
| (14511) Nickel                         | Hauptgürtel      |
| (21463) Nickerson                      | Hauptgürtel      |
| (8914) Nickjames                       | Hauptgürtel      |
| (31525) Nickmiller                     | Hauptgürtel      |
| (26267) Nickmorgan                     | Hauptgürtel      |
| (25663) Nickmycroft                    | Hauptgürtel      |
| (6365) Nickschneider                   | Hauptgürtel      |
| (25746) Nickscoville                   | Hauptgürtel      |
| (13699) Nickthomas                     | Hauptgürtel      |
| (4755) Nicky                           | Hauptgürtel      |
| (21415) Nicobrenner                    | Hauptgürtel      |
| (11856) Nicolabonev                    | Hauptgürtel      |
| (843) Nicolaia                         | Hauptgürtel      |
| (12928) Nicolapozio                    | Hauptgürtel      |
| (170162) Nicolashayek                  | Hauptgürtel      |
| (1343) Nicole                          | Hauptgürtel      |
| (30388) Nicolejustice                  | Hauptgürtel      |
| (28848) Nicolemarie                    | Hauptgürtel      |
| (28038) Nicoleodzer                    | Hauptgürtel      |
| (6335) Nicolerappaport                 | Hauptgürtel      |
| (31282) Nicoleticea                    | Hauptgürtel      |
| (170395) Nicolevogt                    | Hauptgürtel      |
| (13729) Nicolewen                      | Hauptgürtel      |
| (32563) Nicolezaidi                    | Hauptgürtel      |
| (15386) Nicolini                       | Hauptgürtel      |
| (14826) Nicollier                      | Hauptgürtel      |
| (8128) Nicomachus                      | Hauptgürtel      |
| (14567) Nicovincenti                   | Hauptgürtel      |
| (3284) Niebuhr                         | Hauptgürtel      |
| (113394) Niebur                        | Hauptgürtel      |
| (23179) Niedermeyer                    | Hauptgürtel      |
| (9517) Niehaisheng                     | Hauptgürtel      |
| (12172) Niekdekort                     | Hauptgürtel      |
| (1720) Niels                           | Hauptgürtel      |
| (8525) Nielsabel                       | Hauptgürtel      |
| (9744) Nielsen                         | Hauptgürtel      |
| (5289) Niemelä                         | Hauptgürtel      |
| (9246) Niemeyer                        | Hauptgürtel      |
| (3117) Niépce                          | Hauptgürtel      |
| (7014) Nietzsche                       | Hauptgürtel      |
| (7541) Nieuwenhuis                     | Hauptgürtel      |
| (26681) Niezgay                        | Hauptgürtel      |
| (3795) Nigel                           | Hauptgürtel      |
| (18158) Nigelreuel                     | Hauptgürtel      |
| (8766) Niger                           | Hauptgürtel      |
| (8751) Nigricollis                     | Hauptgürtel      |
| (20115) Niheihajime                    | Hauptgürtel      |
| (2880) Nihondaira                      | Hauptgürtel      |
| (5082) Nihonsyoki                      | Hauptgürtel      |
| (18160) Nihon Uchu Forum               | Hauptgürtel      |
| (19509) Niigata                        | Hauptgürtel      |
| (220736) Niihama                       | Hauptgürtel      |
| (5507) Niijima                         | Hauptgürtel      |
| (2972) Niilo                           | Hauptgürtel      |
| (25302) Niim                           | Hauptgürtel      |
| (4959) Niinoama                        | Hauptgürtel      |
| (9990) Niiyaeki                        | Hauptgürtel      |
| (21710) Nijhawan                       | Hauptgürtel      |
| (16730) Nijisseiki                     | Hauptgürtel      |
| (8572) Nijo                            | Hauptgürtel      |
| (28531) Nikbogdanov                    | Hauptgürtel      |
| (10261) Nikdollezhal’                  | Hauptgürtel      |
| (307) Nike                             | Hauptgürtel      |
| (121211) Nikeshadavis                  | Hauptgürtel      |
| (24950) Nikhilas                       | Hauptgürtel      |
| (33569) Nikhilgopal                    | Hauptgürtel      |
| (20646) Nikhilgupta                    | Hauptgürtel      |
| (31575) Nikhilmurthy                   | Hauptgürtel      |
| (27452) Nikhilpatel                    | Hauptgürtel      |
| (17909) Nikhilshukla                   | Hauptgürtel      |
| (14349) Nikitamikhalkov                | Hauptgürtel      |
| (4480) Nikitibotania                   | Hauptgürtel      |
| (4605) Nikitin                         | Hauptgürtel      |
| (1185) Nikko                           | Hauptgürtel      |
| (21655) Niklauswirth                   | Hauptgürtel      |
| (7978) Niknesterov                     | Hauptgürtel      |
| (8141) Nikolaev                        | Hauptgürtel      |
| (9329) Nikolaimedtner                  | Hauptgürtel      |
| (31698) Nikolaiortiz                   | Hauptgürtel      |
| (11782) Nikolajivanov                  | Hauptgürtel      |
| (6483) Nikolajvasil’ev                 | Hauptgürtel      |
| (22383) Nikolauspacassi                | Hauptgürtel      |
| (14819) Nikolaylaverov                 | Hauptgürtel      |
| (12386) Nikolova                       | Hauptgürtel      |
| (4010) Nikol'skij                      | Hauptgürtel      |
| (2386) Nikonov                         | Hauptgürtel      |
| (4434) Nikulin                         | Hauptgürtel      |
| (191911) Nilerodgers                   | Hauptgürtel      |
| (21929) Nileshraval                    | Hauptgürtel      |
| (57658) Nilrem                         | Hauptgürtel      |
| (7833) Nilstamm                        | Hauptgürtel      |
| (17936) Nilus                          | Hauptgürtel      |
| (129052) Nimeshdave                    | Hauptgürtel      |
| (4864) Nimoy                           | Hauptgürtel      |
| (779) Nina                             | Hauptgürtel      |
| (301553) Ninaglebova                   | Hauptgürtel      |
| (225225) Ninagrunewald                 | Hauptgürtel      |
| (21637) Ninahuffman                    | Hauptgürtel      |
| (3543) Ningbo                          | Hauptgürtel      |
| (2539) Ningxia                         | Hauptgürtel      |
| (18843) Ningzhou                       | Hauptgürtel      |
| (4678) Ninian                          | Hauptgürtel      |
| (10619) Ninigi                         | Hauptgürtel      |
| (357) Ninina                           | Hauptgürtel      |
| (2421) Nininger                        | Hauptgürtel      |
| (4947) Ninkasi                         | Amor-Typ         |
| (13530) Ninnemann                      | Hauptgürtel      |
| (73453) Ninomanfredi                   | Hauptgürtel      |
| (4141) Nintanlena                      | Hauptgürtel      |
| (71) Niobe                             | Hauptgürtel      |
| (727) Nipponia                         | Hauptgürtel      |
| (134180) Nirajinamdar                  | Hauptgürtel      |
| (19007) Nirajnathan                    | Hauptgürtel      |
| (29852) Niralithakor                   | Hauptgürtel      |
| (11796) Nirenberg                      | Hauptgürtel      |
| (173086) Nireus                        | Jupiter-Trojaner |
| (25021) Nischaykumar                   | Hauptgürtel      |
| (18918) Nishashah                      | Hauptgürtel      |
| (10399) Nishiharima                    | Hauptgürtel      |
| (11915) Nishiinoue                     | Hauptgürtel      |
| (4898) Nishiizumi                      | Hauptgürtel      |
| (10500) Nishi-koen                     | Hauptgürtel      |
| (23955) Nishikota                      | Hauptgürtel      |
| (10193) Nishimoto                      | Hauptgürtel      |
| (6306) Nishimura                       | Hauptgürtel      |
| (8934) Nishimurajun                    | Hauptgürtel      |
| (12262) Nishio                         | Hauptgürtel      |
| (6745) Nishiyama                       | Hauptgürtel      |
| (15250) Nishiyamahiro                  | Hauptgürtel      |
| (18453) Nishiyamayukio                 | Hauptgürtel      |
| (5328) Nisiyamakoiti                   | Hauptgürtel      |
| (21735) Nissaschmidt                   | Hauptgürtel      |
| (2124) Nissen                          | Hauptgürtel      |
| (29690) Nistala                        | Hauptgürtel      |
| (23405) Nisyros                        | Hauptgürtel      |
| (121655) Nitapszcolka                  | Hauptgürtel      |
| (6885) Nitardy                         | Hauptgürtel      |
| (27928) Nithintumma                    | Hauptgürtel      |
| (9543) Nitra                           | Hauptgürtel      |
| (127515) Nitta                         | Hauptgürtel      |
| (21326) Nitta-machi                    | Hauptgürtel      |
| (5992) Nittler                         | Hauptgürtel      |
| (12513) Niven                          | Hauptgürtel      |
| (31976) Niyatidesai                    | Hauptgürtel      |
| (6965) Niyodogawa                      | Hauptgürtel      |
| (23308) Niyomsatian                    | Hauptgürtel      |
| (3770) Nizami                          | Hauptgürtel      |
| (7736) Nizhnij Novgorod                | Hauptgürtel      |
| (4213) Njord                           | Hauptgürtel      |
| (33690) Noahcain                       | Hauptgürtel      |
| (30276) Noahgolowich                   | Hauptgürtel      |
| (31595) Noahpritt                      | Hauptgürtel      |
| (10784) Noailles                       | Hauptgürtel      |
| (52270) Noamchomsky                    | Hauptgürtel      |
| (6032) Nobel                           | Hauptgürtel      |
| (8234) Nobeoka                         | Hauptgürtel      |
| (8100) Nobeyama                        | Hauptgürtel      |
| (77856) Noblitt                        | Hauptgürtel      |
| (4807) Noboru                          | Hauptgürtel      |
| (4351) Nobuhisa                        | Hauptgürtel      |
| (27716) Nobuyuki                       | Hauptgürtel      |
| (269762) Nocentini                     | Hauptgürtel      |
| (8962) Noctua                          | Hauptgürtel      |
| (1298) Nocturna                        | Hauptgürtel      |
| (1563) Noël                            | Hauptgürtel      |
| (257336) Noeliasanchez                 | Hauptgürtel      |
| (18801) Noelleoas                      | Hauptgürtel      |
| (703) Noëmi                            | Hauptgürtel      |
| (24931) Noeth                          | Hauptgürtel      |
| (7001) Noether                         | Hauptgürtel      |
| (1068) Nofretete                       | Hauptgürtel      |
| (5734) Noguchi                         | Hauptgürtel      |
| (6539) Nohavica                        | Hauptgürtel      |
| (3008) Nojiri                          | Hauptgürtel      |
| (9537) Nolan                           | Hauptgürtel      |
| (18910) Nolanreis                      | Hauptgürtel      |
| (5698) Nolde                           | Hauptgürtel      |
| (473) Nolli                            | Hauptgürtel      |
| (353232) Nolwenn                       | Hauptgürtel      |
| (185448) Nomentum                      | Hauptgürtel      |
| (6559) Nomura                          | Hauptgürtel      |
| (136824) Nonamikeiko                   | Hauptgürtel      |
| (1367) Nongoma                         | Hauptgürtel      |
| (2382) Nonie                           | Hauptgürtel      |
| (25646) Noniearora                     | Hauptgürtel      |
| (4022) Nonna                           | Hauptgürtel      |
| (9792) Nonodakesan                     | Hauptgürtel      |
| (19612) Noordung                       | Hauptgürtel      |
| (783) Nora                             | Hauptgürtel      |
| (13015) Noradokei                      | Hauptgürtel      |
| (4049) Noragal'                        | Hauptgürtel      |
| (22912) Noraxu                         | Hauptgürtel      |
| (12501) Nord                           | Hauptgürtel      |
| (1463) Nordenmarkia                    | Hauptgürtel      |
| (2464) Nordenskiöld                    | Hauptgürtel      |
| (5725) Nördlingen                      | Hauptgürtel      |
| (6184) Nordlund                        | Hauptgürtel      |
| (42073) Noreen                         | Hauptgürtel      |
| (11871) Norge                          | Hauptgürtel      |
| (29737) Norihiro                       | Hauptgürtel      |
| (26092) Norikonoriyuki                 | Hauptgürtel      |
| (14939) Norikura                       | Hauptgürtel      |
| (7828) Noriyositosi                    | Hauptgürtel      |
| (6558) Norizuki                        | Hauptgürtel      |
| (555) Norma                            | Hauptgürtel      |
| (1256) Normannia                       | Hauptgürtel      |
| (10189) Normanrockwell                 | Hauptgürtel      |
| (186835) Normanspinrad                 | Hauptgürtel      |
| (17826) Normanwisdom                   | Hauptgürtel      |
| (215592) Normarose                     | Hauptgürtel      |
| (31840) Normnegus                      | Hauptgürtel      |
| (13404) Norris                         | Hauptgürtel      |
| (3670) Northcott                       | Hauptgürtel      |
| (114703) North Dakota                  | Hauptgürtel      |
| (2025) Nortia                          | Hauptgürtel      |
| (3869) Norton                          | Hauptgürtel      |
| (23198) Norvell                        | Hauptgürtel      |
| (7480) Norwan                          | Amor-Typ         |
| (25766) Nosarzewski                    | Hauptgürtel      |
| (63389) Noshiro                        | Hauptgürtel      |
| (3162) Nostalgia                       | Hauptgürtel      |
| (2857) NOT                             | Hauptgürtel      |
| (626) Notburga                         | Hauptgürtel      |
| (227641) Nothomb                       | Hauptgürtel      |
| (132904) Notkin                        | Hauptgürtel      |
| (20625) Noto                           | Hauptgürtel      |
| (16101) Notskas                        | Hauptgürtel      |
| (6458) Nouda                           | Hauptgürtel      |
| (18638) Nouet                          | Hauptgürtel      |
| (8052) Novalis                         | Hauptgürtel      |
| (4697) Novara                          | Hauptgürtel      |
| (22450) Nové Hrady                     | Hauptgürtel      |
| (194262) Nové Zámky                    | Hauptgürtel      |
| (3799) Novgorod                        | Hauptgürtel      |
| (8839) Novichkova                      | Hauptgürtel      |
| (11604) Novigrad                       | Hauptgürtel      |
| (3157) Novikov                         | Hauptgürtel      |
| (2495) Noviomagum                      | Hauptgürtel      |
| (5301) Novobranets                     | Hauptgürtel      |
| (2520) Novorossijsk                    | Hauptgürtel      |
| (4271) Novosibirsk                     | Hauptgürtel      |
| (5897) Novotná                         | Hauptgürtel      |
| (8445) Novotroitskoe                   | Hauptgürtel      |
| (262536) Nowikow                       | Hauptgürtel      |
| (4956) Noymer                          | Hauptgürtel      |
| (18288) Nozdrachev                     | Hauptgürtel      |
| (32776) Nriag                          | Hauptgürtel      |
| (31097) Nucciomula                     | Hauptgürtel      |
| (12504) Nuest                          | Hauptgürtel      |
| (8801) Nugent                          | Hauptgürtel      |
| (6195) Nukariya                        | Hauptgürtel      |
| (2053) Nuki                            | Hauptgürtel      |
| (39679) Nukuhiyama                     | Hauptgürtel      |
| (11059) Nulliusinverba                 | Hauptgürtel      |
| (15854) Numa                           | Hauptgürtel      |
| (10155) Numaguti                       | Hauptgürtel      |
| (5121) Numazawa                        | Hauptgürtel      |
| (1206) Numerowia                       | Hauptgürtel      |
| (1368) Numidia                         | Hauptgürtel      |
| (2502) Nummela                         | Hauptgürtel      |
| (5313) Nunes                           | Hauptgürtel      |
| (16852) Nuredduna                      | Hauptgürtel      |
| (1696) Nurmela                         | Hauptgürtel      |
| (3825) Nürnberg                        | Hauptgürtel      |
| (4459) Nusamaibashi                    | Hauptgürtel      |
| (3424) Nušl                            | Hauptgürtel      |
| (25768) Nussbaum                       | Hauptgürtel      |
| (73686) Nussdorf                       | Hauptgürtel      |
| (15811) Nüsslein-Volhard               | Hauptgürtel      |
| (306367) Nut                           | Apollo-Typ       |
| (150) Nuwa                             | Hauptgürtel      |
| (1356) Nyanza                          | Hauptgürtel      |
| (15492) Nyberg                         | Hauptgürtel      |
| (8753) Nycticorax                      | Hauptgürtel      |
| (2150) Nyctimene                       | Hauptgürtel      |
| (28126) Nydegger                       | Hauptgürtel      |
| (11377) Nye                            | Hauptgürtel      |
| (12672) Nygardh                        | Hauptgürtel      |
| (13952) Nykvist                        | Hauptgürtel      |
| (875) Nymphe                           | Hauptgürtel      |
| (6625) Nyquist                         | Hauptgürtel      |
| (22978) Nyrola                         | Hauptgürtel      |
| (44) Nysa                              | Hauptgürtel      |
| (6416) Nyukasayama                     | Hauptgürtel      |
| (3908) Nyx                             | Amor-Typ         |